# 高橋陽一 (教育学者)
高橋 陽一（たかはし よういち、1963年ー　）は、日本の教育学者、武蔵野美術大学教授。

## 人物
兵庫県生まれ。東京大学大学院教育学研究科博士課程満期退学。1996年武蔵野美術大学造形学部助教授、2006年教授。教育勅語を専門とし、美術教育についても研究・実践している。

## 著書
- 『道徳教育講義』武蔵野美術大学出版局, 2003
- 『美術と福祉とワークショップ』武蔵野美術大学出版局, 2009.
- 『造形ワークショップを支える ファシリテータのちから』武蔵野美術大学出版局, 2012
- 『道徳教育講義 文部科学省認可通信教育 新版』武蔵野美術大学出版局, 2012
- 『教育通義』武蔵野美術大学出版局, 2013
- 『新しい教育通義』武蔵野美術大学出版局, 2018
- 『共通教化と教育勅語』東京大学出版会 2019
- 『くわしすぎる教育勅語』太郎次郎社エディタス, 2019.2
- 『ファシリテーションの技法 アクティブ・ラーニング時代の造形ワークショップ』武蔵野美術大学出版局, 2019

### 共編著・監修
- 『ワークショップ実践研究』監修, 杉山貴洋編. 武蔵野美術大学出版局, 2002
- 『教育相談論』小久保明浩共編. 武蔵野美術大学出版局, 2002
- 『生活指導論』小久保明浩共編. 武蔵野美術大学出版局, 2002
- 『特別活動論』小久保明浩共編. 武蔵野美術大学出版局, 2002
- 『教師論』小久保明浩共編. 武蔵野美術大学出版局, 2002
- 『造形ワークショップの広がり』編. 武蔵野美術大学出版局, 2011.3
- 『新しい生活指導と進路指導』伊東毅共編,川村肇, 伊東毅, 渡辺典子, 奈須恵子著. 武蔵野美術大学出版局, 2013.4
- 『武蔵野美術大学を造った人びと』浅沼薫奈, 伊東毅,今岡謙太郎,大島宏, 小澤智子,駒込武, 白石美雪,廖赤陽共著. 武蔵野美術大学出版局, 2014
- 『新しい教師論』編, 山田恵吾, 桑田直子,谷雅泰, 佐藤清親共著. 武蔵野美術大学出版局, 2014
- 『造形ワークショップ入門』編, 杉山貴洋,川本雅子, 田中千賀子共著. 武蔵野美術大学出版局, 2015.
- 『新しい教育相談論』伊東毅共編, 伊東毅,桂瑠以, 大間敏行共著. 武蔵野美術大学出版局, 2016.
- 『道徳科教育講義』伊東毅共著. 武蔵野美術大学出版局, 2017.
- 『特別支援教育とアート』編. 武蔵野美術大学出版局, 2018.
- 『総合学習とアート』編, 杉山貴洋, 葉山登,川本雅子, 田中千賀子, 有福一昭共著. 武蔵野美術大学出版局, 2019